# Campionat del Món d'hoquei sobre patins femení de 2024
El XVII Campionat del Món d'hoquei sobre patins femení (oficialment en anglès: Rink Hockey World Championship 2024) és la dissetena edició del Campionat del Món. Se celebra des del 16 fins al 21 de setembre de 2024 i és organitzat pel World Skate. L'esdeveniment forma part dels Jocs Mundials de Patinatge que se celebren a Novara, Itàlia. Participen vuit seleccions nacionals, cinc europees i tres sud-americanes. La competició es disputa en dues fases, una primera en format de lligueta, i una segona en format d'eliminació directa amb quarts de final, semifinal i final. El guanyador del torneig és declarat campió del Món d'hoquei sobre patins femení.

## Seleccions participants
- Argentina
- Colòmbia
- Espanya
- França
- Gran Bretanya
- Itàlia
- Portugal
- Xile

## Primera fase

### Lligueta

#### Primera jornada
| 16 de setembre     | Portugal                                                              | 5-0     | Colòmbia | Novara                                              |  |
| 13:00 CET Partit 1 | Severino 21' · Coelho 34' · Teixeira 39' · Santos 41' · Fernandes 45' | Informe |          | Pala dal Lago Àrbitres: Raül Burgos i Paulo Giraudo |  |

| 16 de setembre     | Espanya   | 1-1     | Xile     | Novara                                                         |  |
| 15:00 CET Partit 2 | Roces 11' | Informe | Sanz 41' | Pala dal Lago Àrbitres: Massimiliano Carmazzi i Ramiro Cruzado |  |

| 16 de setembre     | Argentina                                                       | 6-0 | França | Novara                                                  |  |
| 17:00 CET Partit 3 | Agudo 4', 5' · Soto 15' · Silva 20' · Gómez 25' · Maldonado 38' |     |        | Pala dal Lago Àrbitres: Ruben Fernández i Silvia Coelho |  |

| 16 de setembre     | Itàlia                                                 | 4-0 | Gran Bretanya | Novara                                                       |  |
| 19:00 CET Partit 4 | Lapolla 2' · Maniero 6' · Bertinato 16' · Taccardi 31' |     |               | Pala dal Lago Àrbitres: Pedro Figueiredo i Stephane Rizzotti |  |

#### Segona jornada
| 17 de setembre     | Gran Bretanya | 0-14    | Espanya | Novara                                                 |  |
| 13:00 CET Partit 4 |               | Informe | Sanjurjo 2', 6', 24', 49' · Piquero 4' · Roces 12', 43' (f.d.) · Florenza 15', 24', 26', 48', 49' · Colomer 16' · Porta 45' | Pala dal Lago Àrbitres: Paulo Giraudo i Ramiro Cruzado |  |

| 17 de setembre     | Colòmbia | 0-8 | Argentina                                                                                                  | Novara                                             |  |
| 15:00 CET Partit 6 |          |     | Silva 9' · Felamini 13' (p.) · Agudo 15', 20' · Soto 25' · V. Fernández 32' · Gómez 44' · J. Fernández 48' | Pala dal Lago Àrbitres: Marco Rondina i Bruno Sosa |  |

| 17 de setembre     | França | 0-5 | Portugal                                                     | Novara                                                        |  |
| 17:00 CET Partit 7 |        |     | Ferreira 23' · Santos 29', 30' · Severino 33' · Moncóvio 33' | Pala dal Lago Àrbitres: Massimiliano Carmazzi i Daniel Villar |  |

| 17 de setembre     | Xile          | 2-3 | Itàlia                                              | Novara                                                 |  |
| 19:00 CET Partit 8 | Muñoz 4' (19) |     | Orsato 6' · Lapolla 32' (p.) · Ghirardello 43' (p.) | Pala dal Lago Àrbitres: Teófilo Casimiro i Raül Burgos |  |

#### Tercera jornada
| 18 de setembre     | França       | 1-3 | Colòmbia                           | Novara                                                    |  |
| 13:00 CET Partit 9 | Herrault 45' |     | Arias 2' · Delgado 5' · Bedoya 43' | Pala dal Lago Àrbitres: Jonathan Sánchez i Domingo Borges |  |

| 18 de setembre      | Argentina          | 2-3 | Portugal                              | Novara                                                    |  |
| 15:00 CET Partit 10 | Maldonado 41', 44' |     | Teixeira 11', 17' · Santos 31' (f.d.) | Pala dal Lago Àrbitres: Filippo Fronte i Simone Brambilla |  |

| 18 de setembre      | Xile                                                                | 7-1 | Gran Bretanya | Novara                                                  |  |
| 17:00 CET Partit 11 | Gaete 4' · Valdés 10' · Venegas 14', 22' (p.) · Muñoz 40', 41', 42' |     | McCarthy 1'   | Pala dal Lago Àrbitres: Daniel Villar i Juan Manuel Rua |  |

| 18 de setembre      | Espanya                                 | 3-0     | Itàlia | Novara                                                   |  |
| 19:00 CET Partit 12 | Roces 19' (f.d.), 42' · Casarramona 37' | Informe |        | Pala dal Lago Àrbitres: Carlos Correia i Leandro Davegno |  |

### Classificació
| Grup A | Grup A    | Grup A | Grup A | Grup A | Grup A | Grup A | Grup A | Grup A | Grup A |
| #      | Club      | Punts  | PJ     | PG     | PE     | PP     | GF     | GC     | Gav    |
| ------ | --------- | ------ | ------ | ------ | ------ | ------ | ------ | ------ | ------ |
| 1      | Portugal  | 9      | 3      | 3      | 0      | 0      | 13     | 2      | +11    |
| 2      | Argentina | 6      | 3      | 2      | 0      | 1      | 16     | 3      | +13    |
| 3      | Colòmbia  | 3      | 3      | 1      | 0      | 2      | 3      | 14     | -11    |
| 4      | França    | 0      | 3      | 0      | 0      | 3      | 1      | 14     | -13    |

| Grup B | Grup B        | Grup B | Grup B | Grup B | Grup B | Grup B | Grup B | Grup B | Grup B |
| #      | Club          | Punts  | PJ     | PG     | PE     | PP     | GF     | GC     | Gav    |
| ------ | ------------- | ------ | ------ | ------ | ------ | ------ | ------ | ------ | ------ |
| 1      | Espanya       | 7      | 3      | 2      | 1      | 0      | 18     | 1      | 17     |
| 2      | Itàlia        | 6      | 3      | 2      | 0      | 1      | 7      | 5      | +2     |
| 3      | Xile          | 4      | 3      | 1      | 1      | 1      | 10     | 5      | +5     |
| 4      | Gran Bretanya | 0      | 3      | 0      | 0      | 3      | 1      | 25     | -24    |

## Segona fase

### Quadre de competició
|  | Quarts de final          | Quarts de final          |                          |   | Semifinals          | Semifinals          |  |  | Final | Final |
|  |                          |                          |                          |   |                     |                     |  |  |       |       |
|  | 19 de setembre 13:30 CET |                          |                          |   |                     |                     |  |  |       |       |
|  |                          |                          |                          |   |                     |                     |  |  |       |       |
|  | Portugal                 | 13                       |                          |   |                     |                     |  |  |       |       |
|  | Portugal                 | 13                       | 20 de setembre 13:30 CET |   |                     |                     |  |  |       |       |
|  | Gran Bretanya            | 1                        |                          |   |                     |                     |  |  |       |       |
|  | Gran Bretanya            | 1                        | Portugal                 | 2 |                     |                     |  |  |       |       |
|  | 19 de setembre 21:00 CET |                          | Portugal                 | 2 |                     |                     |  |  |       |       |
|  |                          | Itàlia                   | 0                        |   |                     |                     |  |  |       |       |
|  | Itàlia                   | Itàlia                   | 0                        | 6 |                     |                     |  |  |       |       |
|  | Itàlia                   |                          | 21 de setembre 21:00 CET | 6 |                     |                     |  |  |       |       |
|  | Colòmbia                 | 0                        |                          |   |                     |                     |  |  |       |       |
|  | Colòmbia                 | 0                        | Portugal                 | 0 |                     |                     |  |  |       |       |
|  | 19 de setembre 18:30 CET |                          | Portugal                 | 0 |                     |                     |  |  |       |       |
|  |                          | Espanya                  | 2                        |   |                     |                     |  |  |       |       |
|  | Argentina                | Espanya                  | 2                        | 8 |                     |                     |  |  |       |       |
|  | Argentina                | 20 de setembre 21:00 CET |                          | 8 |                     |                     |  |  |       |       |
|  | Xile                     | 0                        |                          |   |                     |                     |  |  |       |       |
|  | Xile                     | 0                        | Argentina                | 1 |                     |                     |  |  |       |       |
|  | 19 de setembre 16:00 CET |                          | Argentina                | 1 |                     |                     |  |  |       |       |
|  |                          | Espanya                  | 4                        |   | Tercer i quart lloc | Tercer i quart lloc |  |  |       |       |
|  | Espanya                  | Espanya                  | 4                        | 8 | Tercer i quart lloc | Tercer i quart lloc |  |  |       |       |
|  | Espanya                  |                          | 21 de setembre 13:00 CET | 8 |                     |                     |  |  |       |       |
|  | França                   | 2                        |                          |   |                     |                     |  |  |       |       |
|  | França                   | 2                        | Itàlia                   | 0 |                     |                     |  |  |       |       |
|  |                          |                          |                          |   |                     |                     |  |  |       |       |
|  | Argentina                | 9                        |                          |   |                     |                     |  |  |       |       |
|  | Argentina                | 9                        |                          |   |                     |                     |  |  |       |       |

### Quarts de final
| 19 de setembre              | Portugal | 13-1    | Gran Bretanya | Novara                                                       |  |
| 13:30 CET Quarts de final 1 | Moncóvio 1', 2', 29' · Teixeira 6', 37' · Severino 9', 15' · Silva 18', 39', 43' · Fernandes 23' (p.), 40' · Ferreira 33' | Informe | Bolt 22'      | Pala Igor Gorgonzola Àrbitres: Ivan González i Paulo Giraudo |  |

| 19 de setembre              | Itàlia                                                         | 6-0 | Colòmbia | Novara                                                         |  |
| 21:00 CET Quarts de final 2 | Bertinato 7', 37' · Taccardi 13' (f.d.), 29', 33' · Orsato 32' |     |          | Pala Igor Gorgonzola Àrbitres: Joaquim Pinto i Leandro Davegno |  |

| 19 de setembre              | Argentina                                                                                    | 8-0 | Xile | Novara                                                       |  |
| 18:30 CET Quarts de final 3 | Felamini 12' (p.), 33' · Gómez 18' · J. Fernández 21', 35' · V. Fernández 22', 24' (p.), 45' |     |      | Pala Igor Gorgonzola Àrbitres: Silvia Coelho i Daniel Villar |  |

| 19 de setembre              | Espanya                                                                 | 8-2     | França                  | Novara                                                                    |  |
| 16:00 CET Quarts de final 4 | Casarramona 1', 6', 15' · Porta 5', 27', 32' · Roces 12' · Florenza 29' | Informe | Goher 24' · Gefflot 47' | Pala Igor Gorgonzola Àrbitres: Massimiliano Carmazzi i Fernando Madureira |  |

### Cinquè i vuitè lloc
| 20 de setembre                  | Gran Bretanya | 1-3 | Colòmbia | Novara        |  |
| 13:00 CET Cinquè i vuitè lloc 1 |               |     |          | Pala dal Lago |  |

| 20 de setembre                  | Xile | 6-1 | França | Novara        |  |
| 21:00 CET Cinquè i vuitè lloc 2 |      |     |        | Pala dal Lago |  |

#### Cinquè lloc
| 21 de setembre               |  | vs. |  | Novara        |  |
| 15:45 CET Cinquè i sisè lloc |  |     |  | Pala dal Lago |  |

#### Setè lloc
| 21 de setembre              |  | vs. |  | Novara        |  |
| 13:30 CET Setè i vuitè lloc |  |     |  | Pala dal Lago |  |

### Semifinals
| 20 de setembre        | Portugal                  | 2-0     | Itàlia | Novara                                                         |  |
| 13:30 CET Semifinal 1 | Severino 16' · Coelho 40' | Informe |        | Pala Igor Gorgonzola Àrbitres: Ivan González i Leandro Davegno |  |

| 20 de setembre        | Argentina | 1-4     | Espanya                                          | Novara                                                       |  |
| 21:00 CET Semifinal 2 | Soto 12'  | Informe | Florenza 1', 29' · Piquero 9' · Roces 14' (f.d.) | Pala Igor Gorgonzola Àrbitres: Joaquim Pinto i Silvia Coelho |  |

#### Tercer lloc
| 21 de setembre              | Itàlia | 0-9 | Argentina | Novara               |  |
| 13:30 CET Medalla de bronze |        |     |           | Pala Igor Gorgonzola |  |

## Final
| Portugal | 0-2 | Espanya                       |
| -------- | --- | ----------------------------- |
|          |     | Roces 23' (p.) · Sanjurjo 25' |

| Portugal | Espanya |

| #              | Pos. | Nom                   |  |
| -------------- | ---- | --------------------- |  |
| 44             | POR  | Cláudia Vicente       |  |
| 3              |      | Sofia Moncóvio        |  |
| 4              |      | Inès Severino         |  |
| 6              |      | Joana Teixeira        |  |
| 8              |      | Leonor Coelho         |  |
| 22             |      | Ana Fernandes         |  |
| 26             |      | Ana Catarina Ferreira |  |
| 28             |      | Ana Silva             |  |
| 95             |      | Raquel Santos         |  |
| 10             | POR  | Letícia Oliveira      |  |
| Entrenador     |      |                       |  |
| Helder Antunes |      |                       |  |

| Campió del Món d'hoquei sobre patins 2024 |
| ----------------------------------------- |
| Espanya Vuitè títol                       |

| #           | Pos. | Nom                    |  |
| ----------- | ---- | ---------------------- |  |
| 1           | POR  | Anna Ferrer            |  |
| 2           |      | Sara Roces             |  |
| 4           |      | Aina Florenza          |  |
| 5           |      | Anna Casarramona       |  |
| 6           |      | Marta González Piquero |  |
| 7           |      | Mariona Colomer        |  |
| 8           |      | María Sanjurjo         |  |
| 9           |      | Sara González Lolo     |  |
| 14          |      | Victòria Porta         |  |
| 10          | POR  | Laura Vicente          |  |
| Entrenador  |      |                        |  |
| Sergi Macià |      |                        |  |

## Estadístiques
| Nota. Jugadores amb cinc o més gols |

| Classificació final | Classificació final | Classificació final | Classificació final | Classificació final | Classificació final | Classificació final | Classificació final | Classificació final |
| Pos.                | Selecció            | PJ                  | PG                  | PE                  | PP                  | GF                  | GC                  | DF                  |
| ------------------- | ------------------- | ------------------- | ------------------- | ------------------- | ------------------- | ------------------- | ------------------- | ------------------- |
| 1                   | Espanya             | 6                   | 5                   | 1                   | 0                   |                     |                     |                     |
| 2                   | Portugal            | 6                   | 5                   | 0                   | 1                   |                     |                     |                     |
| 3                   | Argentina           | 6                   | 4                   | 0                   | 2                   |                     |                     |                     |
| 4                   | Itàlia              | 6                   | 3                   | 0                   | 3                   |                     |                     |                     |
| 5                   | Xile                | 6                   | 3                   | 1                   | 2                   |                     |                     |                     |
| 6                   | Colòmbia            | 6                   | 2                   | 0                   | 4                   |                     |                     |                     |
| 7                   | Gran Bretanya       | 6                   | 0                   | 1                   | 5                   |                     |                     |                     |
| 8                   | França              | 6                   | 0                   | 0                   | 6                   |                     |                     |                     |

| Màxima golejadora | Màxima golejadora | Màxima golejadora | Màxima golejadora | Màxima golejadora | Màxima golejadora | Màxima golejadora | Màxima golejadora |
| #                 | Nom               | G                 | PJ                | GPP               | Asst.             | Pen               | FD                |
| ----------------- | ----------------- | ----------------- | ----------------- | ----------------- | ----------------- | ----------------- | ----------------- |
| 1                 | Aina Florenza     | 8                 | 6                 | 1.33              | 0                 | 0                 | 0                 |
| 1                 | Sara Roces        | 8                 | 6                 | 1.33              | 0                 | 0/1               | 2/2               |
| 3                 | Ana Maldonado     | 6                 | 4                 | 1.50              | 0                 | 0                 | 0                 |
| 4                 | Fernanda Muñoz    | 6                 | 6                 | 0.83              | 0                 | 0                 | 0                 |
| 5                 | Inês Severino     | 5                 | 6                 | 0.83              | 0                 | 0                 | 0/1               |
| 5                 | Joana Teixeira    | 5                 | 6                 | 0.83              | 0                 | 0                 | 0                 |
| 5                 | María Sanjurjo    | 5                 | 6                 | 0.83              | 0                 | 0                 | 0                 |
| 5                 | Julieta Fernández | 5                 | 6                 | 0.83              | 0                 | 0                 | 0                 |